# Distretto di Guingamp
Il distretto di Guingamp era una divisione territoriale francese del dipartimento delle Côtes-d'Armor, istituita nel 1790 e soppressa nel 1795.
Era formato dai cantoni di Guingamp, Belle-Ile-en-Terre, Bourbriac, Gurunhuel, Magoar, Montpligeaux, Pedernec, Pestivien e Ploagat.